# Okinami (tàu khu trục Nhật)
Okinami 沖波(tiếng Nhật: 風雲) là một tàu khu trục thuộc lớp Yūgumo của Hải quân Đế quốc Nhật Bản, từng hoạt động trong Chiến tranh Thế giới thứ hai.
Okinami được đặt lườn tại Xưởng hải quân Maizuru vào ngày 5 tháng 8 năm 1942, được hạ thủy vào ngày 18 tháng 7 năm 1943 và được đưa ra hoạt động vào ngày 10 tháng 12 năm 1943.
Ngày 13 tháng 11 năm 1944, Okinami bị đánh chìm trong một cuộc không kích của Mỹ xuống Manila. Chịu đựng một quả bom trúng trực tiếp cùng nhiều quả suýt trúng; tàu chìm trong tư thế thẳng đứng tại vùng biển nông cách 8 hải lý (15 km) về phía Tây Manila, ở tọa độ 14°35′B 120°50′Đ / 14,583°B 120,833°Đ. Có 14 thủy thủ tử nạn cùng 19 người bị thương.
Okinami được rút khỏi danh sách Đăng bạ Hải quân vào ngày 10 tháng 1 năm 1945.